# Macrostylis curticornis
Macrostylis curticornis är en kräftdjursart som beskrevs av Yakov Avadievich Birstein1963. Macrostylis curticornis ingår i släktet Macrostylis och familjen Macrostylidae. Inga underarter finns listade i Catalogue of Life.